# Organização Social e Política do Brasil
Organização Social e Política do Brasil (mais conhecida pela sigla OSPB) era uma disciplina da educação básica no Brasil, entre 1962 e 1993

## História sobre OSPB
Em 1991, no Governo Fernando Collor, houve uma tentativa sem sucesso de revogação do Decreto-Lei nº 869, o que só teve êxitos dois anos depois em 14 de junho de 1993, através da Lei nº 8.663, sendo revogado pelo presidente Itamar Franco que então considerou a matéria desnecessária.

### Projetos para reativação da OSPB
Em 2013, o deputado Valtenir Pereira apresentou um projeto de lei para reinstituir o ensino de EMC e OSPB.